# Diplazium subvirescens
Diplazium subvirescens är en majbräkenväxtart som beskrevs av Praptosuwiryo.
Diplazium subvirescens ingår i släktet Diplazium och familjen Athyriaceae. Inga underarter finns listade i Catalogue of Life.